# PDP-8

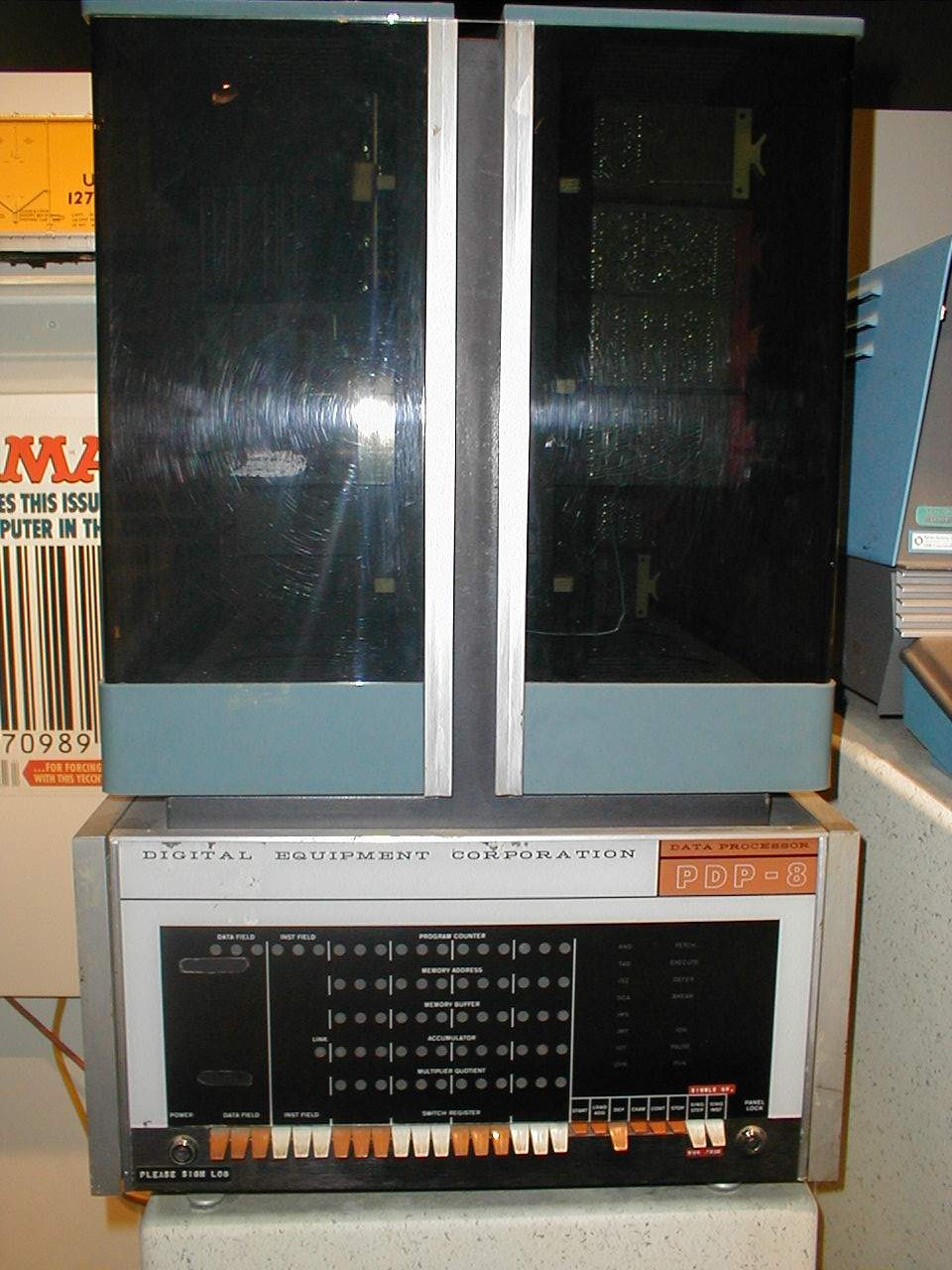
PDP-8

PDP-8 — первый успешный коммерческий мини-компьютер, производившийся корпорацией Digital Equipment Corporation (DEC) в 1960-х годах. Представлен 22 марта 1965 года, в общей сложности продано более 50 тысяч экземпляров — самое большое количество для компьютерной техники для того времени. Являлся первым широко продававшимся компьютером серии DEC PDP (PDP-5 был компьютером для решения специфических задач).
Ранняя модель PDP-8 (неофициально называвшаяся «Straight-8») была построена на диодно-транзисторной логике, упакованной на картах Flip chip, и достигала размеров холодильника. Далее последовала модель PDP-8/s для настольного использования. Она была меньше по размеру, менее дорогой, но и значительно более медленной машиной. Системы среднего класса (PDP-8/I, /L, /E, /F, /M и /A) были достаточно производительными, при этом использовали менее дорогую транзистор-транзисторную логику MSI. Большинство сохранившихся до наших дней машин относится именно к этим семействам. Наиболее широко применялся PDP-8/E в качестве компьютера общего назначения.
К 1972 году уже было выпущено более 16 тыс. этих машин. В 1975 ранние персональные компьютеры, основанные на недорогих микропроцессорах, такие как MITS Altair 8800 и Apple II, стали доминировать на рынке небольших компьютеров общего назначения. Последняя модель PDP-8 была произведена в 1979 году и называлась «CMOS-8s», потому что использовала микропроцессоры КМОП (англ. CMOS), однако машины имели неконкурентоспособную цену, и проект провалился.
В СССР производились мини-компьютеры Саратов-1 и Саратов-2, которые были клонами PDP-8 и PDP-8/E, соответственно .